# Takeshi Nagata
Takeshi Nagata (永田 武, Nagata Takeshi) (Okazaki, 24 de junho de 1913 — 3 de junho de 1991) foi um geofísico que se destacou no campo do geomagnetismo e do estudo do magnetismo das rochas. Foi laureado com a Medalha de Ouro da Royal Astronomical Society de 1987. O Monte Nagata, na Antártica, foi nomeado em sua honra.

## Biografia
Takeshi Nagata nasceu na cidade de Okazaki, prefeitura de Aichi. Depois de conscluir o ensino secundário na Escola Municipal de Daiichi (Tóquio), estudou física na Universidade Imperial de Tóquio, onde se graduou em 1936, ingressando logo de seguida como investigador no Instituto de Pesquisa Sísmica da Universidade de Tóquio. Em 1941 tornou-se professor assistente e em 1952 professor de geofísica na Universidade de Tóquio, onde permaneceu até 1974. De 1973 a 1984 foi diretor do Instituto Nacional de Pesquisa Polar do Japão. De 1962 a 1977, foi também professor adjunto na Universidade de Pittsburgh, nos Estados Unidos.
Na sua dissertação de doutoramento, publicada em 1943, estudou a magnetização termomanente (TRM) de rochas vulcânicas, trabalho que embora similar foi desenfolvido independentemente da investigação de Émile Thellier (1904–1987), realizada na França. 
No início da década de 1950, com seus alunos Akimoto Shun'ichi e Ueda Seiya, descobriu o fenómeno da reversão do campo magnético terrestre no magnetismo das rochas, desencadeando um longo debate sobre a natureza desse fenómeno até que finalmente foi atribuído à reversão do campo magnético da Terra, matéria em que foram determinantes as contribuições de Allan V. Cox.
Nagata também estudou vários outros aspectos do magnetismo das rochas, resumidos em sua monografia Rock Magnetism. Conduziu pesquisas sobre o campo magnético da Terra, a formação das auroras polares e as tempestades magnéticas. Realizou experiências com foguetes e satélites e promoveu a realização de pesquisas polares por instituições científicas do Japão. Essas actividades tornaram-no num dos mais conhecidos cientista do Japão.
De 1956 a 1958 esteve na Antártica por três anos consecutivos. Após a descoberta de meteoritos na Antártida por cientistas japoneses em 1969, organizou uma busca sistemática de  materiais meteoríticos na Antártica.
De 1967 a 1971 foi presidente da Associação Internacional de Geomagnetismo e Aeronomia (IAGA) e de 1972 a 1976 foi vice-presidente do Comité Científico de Pesquisa Antártica. Em 1951 recebeu o Prémio da Academia do Japão, em 1966 foi eleito membro da Academia Leopoldina, e em 1969 foi eleito para a Academia Nacional de Ciências. Em 1974 recebeu a Ordem de Cultura do Japão. Em 1983 tornou-se membro da Academia Japonesa de Ciências, em 1987 recebeu a Medalha de Ouro da Royal Astronomical Society. O seu nome é o epónimo do Monte Nagata, na Antártica.

## Obras
Entre outras, é autor das seguintes publicações:
- The natural permanent magnetism of volcanic rocks and its relation to geomagnetic phenomena, Bulletin Earthquake Research Institute, Volume 1, 1943, p. 1–196
- com Syun-iti Akimoto, Seiya Uyeda: Reverse thermo-remanent magnetism, Proc. Japan Academy, Volume 27, 1951, p. 643–645
- Rock Magnetism, Tokio: Maruzen 1953, 1961

Publicou ainda os seguintes artigos no Handbuch der Physik:
- com Shuzo Sakuma: Physical Volcanology, Volume 48, 1957
- Magnetic properties of rocks and minerals, Volume 49–1, 1966
- com N. Fukushima: Morphology of magnetic disturbance, Volume 49–3, 1971